# Koreai-öböl

A Pohaj-tenger (Bo Hai-tenger), a Koreai-öböl és a Sárga-tenger

A Koreai-öböl (egyszerűsített kínai: 朝鲜湾; hagyományos kínai: 朝鮮灣; pinjin (pinyin): Cháoxiǎn Wān; magyar népszerű: Csaohszien Van; hangul: 서조선만; Szodzsoszon Man) a Sárga-tenger északi nyúlványa Kína Liaoning (Liaoning) tartománya és Észak-Korea Észak-Phjongan tartománya között. A Pohaj-tengertől (Bo Hai-tengertől) a Liaotung-félsziget (Liaodong-félsziget) választja el, melynek déli részén Talien (Dalian) városa található.
A Kínát Észak-Koreától elválasztó határfolyó, a Jalu a kínai Tantung (Dandong) és az észak-koreai Sinidzsu közt ömlik a Koreai-öbölbe.

## Fordítás
- Ez a szócikk részben vagy egészben a Korea Bay című angol Wikipédia-szócikk ezen változatának fordításán alapul.  Az eredeti cikk szerkesztőit annak laptörténete sorolja fel. Ez a jelzés csupán a megfogalmazás eredetét és a szerzői jogokat jelzi, nem szolgál a cikkben szereplő információk forrásmegjelöléseként.